# Reggie Bush
Pour les articles homonymes, voir Bush.
College Football Hall of Fame 2023
(en) Statistiques sur pro-football-reference
Reggie Bush, né le 2 mars 1985 à San Diego (Californie), est un sportif professionnel américain de football américain qui a joué pendant onze saisons (2006-2016) au poste de running back dans la National Football League (NFL), notamment avec les Saints de La Nouvelle-Orléans avec lesquels il remporte le Super Bowl XLIV.
Il a également joué pour les Dolphins de Miami, les Lions de Détroit, les 49ers de San Francisco et les Bills de Buffalo.

## Biographie

### Carrière universitaire
Sur la saison 2005 avec les Trojans de l'USC, Reggie Bush gagne 2 611 yards et marque 18 touchdowns (15 sur course, 2 sur réception de passe et un retour de punt). Il est désigné sportif de l'année par l'agence Associated Press et vainqueur du trophée Heisman en 2005. 
En 2010, la NCAA décide de retirer le titre à Reggie Bush, notamment pour des avantages financiers accordés par son université à Reggie et des membres de sa famille. Le titre est donc vacant jusqu'en 2024, le comité du trophée Heisman revient alors sur sa décision. Reggie se voit restituer son titre de vainqueur du trophée Heisman

### Carrière professionnelle
Il est sélectionné en deuxième position lors de la draft 2006 de la NFL par les Saints de La Nouvelle-Orléans. Cette sélection est surprenante, car les pronostics attendaient Bush aux Texans de Houston, qui avaient le premier choix de la draft mais qui optent au dernier moment pour Mario Williams.
À l'occasion de son premier match en NFL, il gagne 141 yards à la course face aux Browns de Cleveland. Avec 88 réceptions pendant sa première saison professionnelle, Bush établit un nouveau record du nombre de réceptions pour un running back débutant.
Lors de la saison 2009, Reggie Bush et les Saints se qualifient contre les Vikings du Minnesota 31 à 28 en prolongation et participent au Super Bowl XLIV, qu'ils remportent contre les Colts d'Indianapolis 31 à 17.
En 2011, il signe avec les Dolphins de Miami. Dès sa première saison en Floride, il passe pour la première fois de sa carrière les 1 000 yards à la course. Sa saison 2012 est un peu moins bonne, échouant à deux doigts des 1 000 yards avec 986 yards au compteur. Les Dolphins ne renouvellent toutefois pas son contrat à la fin de la saison.
Le 13 mars 2013, il signe un contrat de quatre ans et 16 millions de dollars avec les Lions de Détroit.
En mars 2015, il signe aux 49ers de San Francisco.

## Statistiques
| Année              | Équipe                        | MJ                 |       | Courses | Courses | Courses | Courses |       | Passes réceptionnées | Passes réceptionnées | Passes réceptionnées | Passes réceptionnées |  | Fumbles | Fumbles |
| Année              | Équipe                        | MJ                 | Nb.   | Yards   | Moy.    | TD      | Nb.     | Yards | Moy.                 | TD                   | Nb.                  | Perdus               |  |         |         |
| 2006               | Saints de La Nouvelle-Orléans | 16                 | 155   | 565     | 3,6     | 6       | 88      | 742   | 8,4                  | 2                    | 2                    | 2                    |  |         |         |
| 2007               | Saints de La Nouvelle-Orléans | 12                 | 157   | 581     | 3,7     | 4       | 73      | 417   | 5,7                  | 2                    | 7                    | 3                    |  |         |         |
| 2008               | Saints de La Nouvelle-Orléans | 10                 | 106   | 404     | 3,8     | 2       | 52      | 440   | 8,5                  | 4                    | 3                    | 2                    |  |         |         |
| 2009               | Saints de La Nouvelle-Orléans | 14                 | 70    | 390     | 5,6     | 5       | 47      | 335   | 7,1                  | 3                    | 2                    | 1                    |  |         |         |
| 2010               | Saints de La Nouvelle-Orléans | 8                  | 36    | 150     | 4,2     | 0       | 34      | 208   | 6,1                  | 1                    | 0                    | 0                    |  |         |         |
| 2011               | Dolphins de Miami             | 15                 | 216   | 1 086   | 5       | 6       | 43      | 296   | 6,9                  | 1                    | 4                    | 2                    |  |         |         |
| 2012               | Dolphins de Miami             | 16                 | 227   | 986     | 4,3     | 6       | 35      | 292   | 8,3                  | 2                    | 4                    | 2                    |  |         |         |
| 2013               | Lions de Détroit              | 14                 | 223   | 1 006   | 4,5     | 4       | 54      | 506   | 9,4                  | 3                    | 5                    | 4                    |  |         |         |
| 2014               | Lions de Détroit              | 11                 | 76    | 297     | 3,9     | 2       | 40      | 253   | 6,3                  | 0                    | 0                    | 0                    |  |         |         |
| 2015               | 49ers de San Francisco        | 5                  | 8     | 28      | 3,5     | 0       | 4       | 19    | 4,8                  | 0                    | 0                    | 0                    |  |         |         |
| 2016               | Bills de Buffalo              | 13                 | 12    | -3      | -0,3    | 1       | 7       | 90    | 12,9                 | 0                    | 1                    | 0                    |  |         |         |
| Totaux en carrière | Totaux en carrière            | Totaux en carrière | 1 291 | 5 490   | 4,3     | 36      | 477     | 3 598 | 7,5                  | 18                   | 27                   | 16                   |  |         |         |

## Vie privée
Entre 2003 et 2006, Reggie Bush a été en couple avec la lutteuse américaine, Eve Torres. En juillet 2007, il commence à fréquenter Kim Kardashian. Ils se sont séparés en juillet 2009, réconciliés en septembre 2009 puis à nouveau séparés en mars 2010,.
Depuis octobre 2011, Reggie Bush est en couple avec la danseuse, Lilit Avagyan (née le 30 novembre 1987). Le 6 mai 2013, elle a donné naissance à leur premier enfant, une fille prénommée Briseis Bush. Après s'être fiancés en octobre 2012, ils se sont mariés le 12 juillet 2014 à San Diego.

## Apparitions
En 2007, Reggie Bush apparaît dans le clip de Ciara Like A Boy.